# Wikifunctions
Wikifunctions è un catalogo collaborativo di funzioni con lo scopo di permettere la creazione, modifica e riutilizzo di codice. Wikifunctions è strettamente imparentata col progetto Abstract Wikipedia, un'estensione di Wikidata che si prefigge di creare una versione di Wikipedia indipendente dalla lingua usando i suoi dati strutturati. I nomi iniziali erano considerati provvisori; il 22 dicembre 2020 è stato annunciato il nome definitivo Wikifunctions.

## Storia
Wikifunctions è stata ideata da Denny Vrandečić, co-fondatore di Wikidata, in un working paper di Google nell'aprile del 2020, formalmente proposto nel maggio 2020 come Wikilambda, e approvato dalla board of trustees di Wikimedia Foundation nel luglio del 2020 come Abstract Wikipedia.